# Tursunzoda
Tursunzoda er en by i det vestlige Tadsjikistan, med et indbyggertal (pr. 2000) på cirka 39.000. Byen er hovedstad i et distrikt af samme navn, og ligger tæt ved grænsen til nabolandet Usbekistan.
.